# Roger Menetrey
Roger Menetrey (* 16. Juni 1945 in Annemasse, Département Haute-Savoie, Frankreich) ist ein ehemaliger französischer Boxer. Er war Europameister bei den Profiboxern im Weltergewicht (bis 69 kg).

## Werdegang
Roger Menetrey spielte als Jugendlicher zunächst Fußball, interessierte sich aber auch für das Boxen und begann im Alter von 16 Jahren, also relativ spät, beim Boxing Club Annecien in Annecy mit dem Boxen. Er zeigte dabei sehr viel Talent und war ein durchaus erfolgreicher Amateurboxer.
1967 entschloss er sich Profiboxer zu werden. Er blieb dabei in Annecy und wurde von Armand Coullebeaut gemanagt. Seinen ersten Kampf absolvierte er am 4. November 1967 in Annecy und besiegte dabei seinen französischen Landsmann Rene Carpentier durch K.O. in der 2. Runde. Es zeigte sich bald, dass Roger Menetrey's Stärke seine enorme Schlagkraft war, die in seiner rechten Faust steckte. So ist es nicht verwunderlich, dass er fast 70 % seiner 59 Kämpfe, die er bis zu seinem Karriereende 1974 bestritt, vorzeitig durch K.O. gewann. Kam er mit seiner Schlagkraft aber nicht durch, bekam er Schwierigkeiten mit technisch versierten Gegnern. So z. B. geschehen am 19. April 1969 in Genf, als er gegen den Außenseiter Lakdar El Harizi aus Tunesien nach Punkten verlor. In der Revanche siegte er aber am 7. Juni 1968 in Genf gegen diesen Gegner durch Techn. K.O. in der 4. Runde.
Nach 31 Kämpfen, von denen er 29 gewonnen und einen verloren hatte bei einem unentschieden ausgegangenen Kampf, boxte er am 17. November 1969 in Paris um die französische Meisterschaft im Weltergewicht und schlug dabei Jean Josselin durch Techn. K.O. in der 6. Runde. Das war sein erster Titelgewinn als Profi. Diesen Titel verteidigte er dreimal. Am 26. Januar 1970 in Paris durch einen K.O.-Sieg in der 5. Runde über Robert Gallois, am 13. Juni 1970 in Grenoble durch einen Techn. K.O.-Sieg in der 5. Runde über Yvon Mariolle und am 2. Oktober 1970 in Paris durch einen Techn. K.O.-Sieg in der 5. Runde über Guy Vercoutter.
Am 22. März 1971 unterlag Roger Menetrey in Paris in einem Nichttitelkampf nach 10 Runden gegen den routinierten Ex-Weltmeister (WBC und WBA) im Superleichtgewicht Sandro Lopopolo aus Italien nach Punkten. Trotzdem konnte er als Herausforderer am 4. Juni 1971 in Genf um den Europameistertitel (EBU) im Weltergewicht gegen den Briten Ralph Charles boxen und besiegte diesen durch Techn. K.O. in der 7. Runde. Er war damit Europameister (EBU). Am 26. November 1971 verteidigte er diesen Titel in Genf durch einen Techn. K.O.-Sieg in der 13. Runde über den Italiener Silvano Bertini. Danach nahm er in der Februar-Ausgabe 1972 des englischen Fachblattes „Boxing News“ beim Boxverband WBC in der Weltrangliste den 4. Platz ein.
Seinen Europameistertitel verteidigte er 1972 noch dreimal. Am 13. März 1972 in Paris durch eine K.O.-Sieg in der 5. Runde über Robert Gallois, am 22. Juni 1972 in Kopenhagen durch einen K.O.-Sieg in der 10. Runde über den Dänen Jörgen Hansen (Boxer) und am 9. Dezember 1972 in Grenoble in einer geglückten Revanche durch einen Techn. K.O.-Sieg in der 13. Runde über Sandor Lopopolo. In der Weltrangliste des US-amerikanischen Fachblattes „The Ring“ stand er im Monat Juli 1972 im Weltergewicht auf Platz 3 und im November 1972 auf Platz 4.
Am 23. Juni 1973 boxte er als Herausforderer in Grenoble von 12.000 Zuschauern gegen den Exil-Kubaner José Nápoles um den WBC- und WBA-Weltmeistertitel im Weltergewicht. Im Vorfeld dieses Kampfes hatte Roger Menetrey eine langwierige Verletzung an seiner Schlaghand erlitten, die er deswegen ausgerechnet in diesem Kampf nicht voll einsetzen konnte. Er verlor diesen Kampf einstimmig nach Punkten und Napoles blieb Weltmeister. Am 5. November 1973 konnte Roger Menetrey seinen Europameistertitel in Paris durch einen Punktsieg über den Spanier Jose Gonzalez Dopico noch einmal verteidigen. Am 27. Mai 1974 verlor er diesen Titel an den Engländer John H. Stracey, einen jungen aufstrebenden Boxer, gegen den er überraschenderweise keine Chance hatte durch Techn. K.O. in der 8. Runde.
Er entschloss sich nach dieser Niederlage im Alter von erst 29 Jahren seine Boxerlaufbahn zu beenden. Er wurde danach ein erfolgreicher Geschäftsmann (Brauereien und Hotelier).

## Titelkämpfe von Roger Menetrey
| Jahr | Ort        | Meistertitel           | Gewichtsklasse | Ergebnis                                                                             |
| 1969 | Paris      | von Frankreich         | Welter         | Techn. K.O.-Sieg in der 6. Runde über Jean Josselin                                  |
| 1970 | Paris      | von Frankreich         | Welter         | K.O.-Sieg in der 5. Runde über Robert Gallois                                        |
| 1970 | Grenoble   | von Frankreich         | Welter         | Techn. K.O.-Sieg in der 5. Runde über Yvon Mariolle                                  |
| 1970 | Paris      | von Frankreich         | Welter         | Techn. K.O.-Sieg in der 5. Runde über Gay Vercoutter                                 |
| 1971 | Genf       | von Europa (EBU)       | Welter         | Techn. K.O.-Sieg in der 7. Runde über Ralph Charles, Vereinigtes Königreich          |
| 1971 | Genf       | von Europa (EBU)       | Welter         | Techn. K.O.-Sieg in der 13. Runde über Silvano Bertini, Italien                      |
| 1972 | Paris      | von Europa (EBU)       | Welter         | K.O.-Sieg in der 5. Runde über Robert Gallois, Frankreich                            |
| 1972 | Kopenhagen | von Europa (EBU)       | Welter         | K.O.-Sieg in der 10. Runde über Jörgen Hansen, Dänemark                              |
| 1972 | Grenoble   | von Europa (EBU)       | Welter         | Techn. K.O.-Sieg in der 13. Runde über Sandro Lopopolo, Italien                      |
| 1973 | Grenoble   | der Welt (WBC und WBA) | Welter         | Punktniederlage nach 15 Runden gegen Jose Napoles, Kuba (Mexiko)                     |
| 1973 | Paris      | von Europa (EBU)       | Welter         | Punktsieg nach 15 Runden über Jose Gonzalez Dopico, Spanien                          |
| 1974 | Paris      | von Europa (EBU)       | Welter         | Techn. K.O.-Niederlage in der 8. Runde gegen John H. Stracey, Vereinigtes Königreich |

Erläuterungen
- EBU = Europäische Box-Union
- WBC = World Boxing-Council
- WBA = World Boxing Association